# Благовещенская церковь (Череповец)
Церковь Благовещения Пресвятой Богородицы — второй по величине городской храм Череповца, ныне утраченный.

## История
Первый каменный храм на месте более старой деревянной церкви XVIII века начал строиться в 1829—1830 годах, но из-за несовершенства конструкции сводов обрушился. Второй храм был утверждён в 1848 году, однако его строительство растянулось до 1861 года. Новый храм составлял единый архитектурный ансамбль с рядом стоявшей Иоанно-Богословской церковью. Он был пятиглавой, крестово-купольной церковью соборного типа. Имелись боковые приделы в честь Афанасия Александрийского и Феодосия Печерского. Площадь, на которой стоял храм, ныне известная как Красноармейская, до революции называлась в честь храма Благовещенской.
В 1922 году Благовещенская церковь становится одним из оплотов обновленцев. В 1931 году церковь закрыли, а в 1939 году взорвали и разобрали на кирпич.